# ミオドラグ・アンジェルコビッチ
ミオドラグ・アンジェルコヴィッチ（Миодраг Анђелковић, Miodrag Anđelković、1977年12月7日 - ）は、コソボ出身の元サッカー選手、サッカー指導者である。現役時代のポジションはミッドフィールダー、フォワード。
Kリーグ時代の登録名はアンジェルコヴィッチ（ハングル: 안젤코비치）、Jリーグ時代の登録名はミキ、超級リーグ時代の登録名はミオドラグ（中国語: 穆德拉格）。

## 経歴
U-17、U-19のユース年代においてユーゴスラビア代表に選出され、ヨーロッパ各国をはじめ、ブラジルやアジア、北アメリカなど15を超える国でのプレー経験がある。日本では、2004年シーズン途中にセレッソ大阪にトライアルを経て入団。シーズン終了まで在籍したが、成績は4試合1得点にとどまった。

## 所属クラブ
- 1995年 - 1996年  OFKベオグラード
- 1997年  RCDエスパニョール
- 1997年  アルメリアCF
- 1997年  SpVggグロイター・フュルト
- 1998年  ハポエル・ペタク・チクヴァFC
- 1999年 - 2000年  OFKベオグラード
- 2000年  FKサルティド
- 2000年 - 2001年  アンタルヤスポル
- 2001年  フルミネンセFC
- 2002年  コリチーバFC
- 2002年  OFKベオグラード
- 2002年 - 2003年  ヴィジェフ・ウッチ
- 2003年  OFKベオグラード
- 2004年  仁川ユナイテッドFC
- 2004年  セレッソ大阪
- 2005年  FCイルティシュ・パヴロダル
- 2005年  FCメタルルフ・ザポリージャ
- 2006年  アル・アハリ・ジッダ
- 2007年  OFKベオグラード
- 2007年  大連實徳足球倶楽部
- 2008年  煙台毅騰足球倶楽部
- 2009年  CSパンドゥリイ・トゥルグ・ジウ
- 2009年  FCインテルナツィオナル・クルテア・デ・アルジェシュ（英語版）
- 2010年  ブラントフォード・ギャラクシーSC（英語版）
- 2011年  OFKムラデノヴァツ

## 個人成績
| 国内大会個人成績 | 国内大会個人成績 | 国内大会個人成績 | 国内大会個人成績 | 国内大会個人成績 | 国内大会個人成績 | 国内大会個人成績 | 国内大会個人成績 | 国内大会個人成績 | 国内大会個人成績 | 国内大会個人成績 | 国内大会個人成績 |
| 年度             | クラブ           | 背番号           | リーグ           | リーグ戦         | リーグ戦         | リーグ杯         | リーグ杯         | オープン杯       | オープン杯       | 期間通算         | 期間通算         |
| 年度             | クラブ           | 背番号           | リーグ           | 出場             | 得点             | 出場             | 得点             | 出場             | 得点             | 出場             | 得点             |
| 日本             | 日本             | 日本             | 日本             | リーグ戦         | リーグ戦         | リーグ杯         | リーグ杯         | 天皇杯           | 天皇杯           | 期間通算         | 期間通算         |
| ---------------- | ---------------- | ---------------- | ---------------- | ---------------- | ---------------- | ---------------- | ---------------- | ---------------- | ---------------- | ---------------- | ---------------- |
| 2004             | C大阪            | 30               | J1               | 4                | 1                | 0                | 0                | 0                | 0                | 4                | 1                |
| 通算             | 日本             | 日本             | J1               | 4                | 1                | 0                | 0                | 0                | 0                | 4                | 1                |
| 総通算           | 総通算           | 総通算           | 総通算           | 4                | 1                | 0                | 0                | 0                | 0                | 4                | 1                |

## 指導歴
- 2020年 - 2021年  OFKベオグラード
- 2022年 - 2023年  FKロズニツァ